# 高橋宏 (1927年生)
高橋 宏（たかはし ひろし、1927年7月15日 - 1982年8月23日）は、日本の経営者。日本車輌製造社長、会長を務めた。

## 経歴
愛知県出身。1951年に名古屋大学工学部電気工学科を卒業し、同年に日本車輌製造に入社。1974年に取締役に就任し、1979年に常務を経て、1982年6月には社長に就任した。
1982年8月23日、胃癌で在職中に死去。55歳没。